# دوچ (فیلم)
دوچ نام اولین فیلم سینمایی امیر مشهدی عباس به تهیه‌کنندگی کانون پرورش فکری کودکان و نوجوانان می‌باشد.

## خلاصهٔ داستان
داستان فیلم «دوچ» درباره دانش آموز نوجوانی به نام غلامرضا است که علاقه شدیدی به دوچرخه سواری دارد. غلامرضا دوست دارد تا با دوچرخه مسابقه بدهد و جایزه به دست آورد، اما به‌دلیل مشکلات مالی، توانایی خرید دوچرخه را ندارد. او برای به دست آوردن دوچرخه روش جالبی انتخاب می کند. علیرضا تصمیم می‌گیرد تا از طریق آموزش دادن سواد خواندن و نوشتن به یک پیرزن بیسواد (با بازی ثریا قاسمی) ، جایزه مسابقه نهضت سوادآموزی را که یک دوچرخه بدست آورد. فیلم “دوچ” در ژانر کودک و نوجوان ساخته خواهد شد و به نظر می رسد نام این فیلم مخفف کودکانه واژه “دوچرخه” است.

## دست آورد
جایزه ویژه یونیسف در سی و یکمین جشنواره کودک و نوجوان جشنواره اصفهان.
این اثر در بخش مسابقه پنجاه و نهمین جشنواره فیلم زلین به نمایش در آمد.